# Khabonina Qubeka
Khabonina Qubeka (22 de enero de 1981) es una actriz sudafricana.

## Carrera
Tras realizar algunos papeles menores en producciones como The Lab y The Mating Game, en 2017, Qubeka ganó el premio Indie Spirit a la mejor actriz en el Festival Internacional de Cine de Boston por su desempeño en la película Dora's Peace. Para prepararse para el papel, la actriz se entrevistó con varias prostitutas, para conocer su perspectiva y fortalecer su interpretación en la cinta. La película además fue exhibida en los festivales de cine de Orlando y Pekín. El mismo año fue escogida para interpretar el papel de Nina Zamdela en la serie de televisión Isidingo.

## Filmografía seleccionada

### Cine y televisión
- 2018 - Fix My Love
- 2017 - She is King
- 2016 - Dora's Peace
- 2013 - Mzansi Love: Kiss and Tell
- 2010 - The Mating Game
- 2010 - It's for Life
- 2009 - The Lab